# 楊若橋
楊若橋（？年—？年），字玉衡，號雲君，北直隶通州人。明朝政治人物。

## 生平
崇祯三年（1630年）庚午科中举九十三名，崇祯四年（1631年）联捷辛未科礼部会试，因丁忧未廷试。十年登丁丑科進士，列三甲一百二十二名，十一年授行人，十五年遷河南道御史。崇祯十五年，御史杨若桥推荐西洋人汤若望善火器，请召对，被刘宗周反对而罢。甲申之变，李自成顺军入京，与汪光绪，拘絷未夹。
著有《香雪斋集》。

## 家族
曾祖楊景芳，赠河南参政；祖楊锡，赠河南参政；父杨惟治，万历二十年进士，官至陕西按察使。堂兄杨若梓，万历四十一年进士，官礼部员外郎。